# Max Weiler (peintre)
Pour les articles homonymes, voir Max Weiler.
Max Weiler (27 août 1910 à Absam - 28 janvier 2001 à Vienne) était un peintre autrichien.
C'est un des plus prolifiques dessinateurs de sa génération; il a gagné de nombreux prix, dont en 1961 le Großen Österreichischen Staatspreis, la plus haute distinction honorifique en Autriche.